# Участок Новостройка
Участок Новостройка (рос. Участок Новостройка) — населений пункт у Сузунському районі Новосибірської області Російської Федерації.
Входить до складу муніципального утворення міське поселення робітниче селище Сузун. Населення становить 60 осіб (2010).

## Історія
Згідно із законом від 2 червня 2004 року органом місцевого самоврядування є міське поселення робітниче селище Сузун.

## Населення
| 2002 | 2007 | 2010 |
| ---- | ---- | ---- |
| 65   | ↘63  | ↘60  |